# Колесов, Владимир Фёдорович
Влади́мир Фёдорович Ко́лесов (род. 2 ноября 1932 года) — учёный-физик. Доктор физико-математических наук, профессор, начальник отдела института ядерной и радиационной физики федерального государственного унитарного предприятия «Российский федеральный ядерный центр — Всероссийский научно-исследовательский институт экспериментальной физики». Заслуженный деятель науки Российской Федерации (2006). Один из теоретиков и разработчиков импульсных реакторов.

## Биография
В 1955 г. окончил физический факультет МГУ нм. М. В. Ломоносова. С 1956 г. — в КБ-11, где начал трудовую деятельность в составе отдела ядерных реакторов.
В 1964 г. защитил кандидатскую диссертацию, в 1968 г. — докторскую.
С 1971 г. работал главным редактором серии «Импульсные реакторы и простые критические сборки» периодического научно-технического сборника «Вопросы атомной науки и техники».
С 1989 г. — главный редактор выпусков серии «Физика ядерных реакторов».
Автор и соавтор более 200 научных работ, среди которых книга «Динамика ядерных реакторов», написанная им в соавторстве с П. А. Леппиком, издана Энергоатомиздатом в 1990 г., монография «Апериодические импульсные реакторы», изданная издательством РФЯЦ—ВНИИЭФ в 1999 г. и т. д.

## Избранные труды
- Динамика ядерных реакторов / Колесов В. Ф., Леппик П. А., Павлов С. П. и др.; Под ред. Я. В. Шевелева. — М. : Энергоатомиздат, 1990. — 516 с. ISBN 5-283-03803-3
- О возможности повышения эффективности электроядерного трансмутационного устройства на базе перехода к многосекционной структуре бланкета / В. Ф. Колесов, Б. Я. Гужовский. — Арзамас-16 : ВНИИЭФ, 1993. — 27 с.
- Электроядерные установки и проблемы ядерной энергетики: монография / В. Ф. Колесов; ФГУП «Российский федеральный ядерный центр — Всероссийский научно-исслед. ин-т экспериментальной физики». — Саров: ФГУП «РФЯЦ-ВНИИЭФ», 2013. — 620 с. ISBN 978-5-9515-0233-9
- Апериодические импульсные реакторы: монография: Т. 1. / В. Ф. Колесов. — Саров: РФЯЦ-ВНИИЭФ, 2007. — 552 с. ISBN 978-5-9515-0091-5
- Апериодические импульсные реакторы: монография: Т. 2 / В. Ф. Колесов. — Саров: РФЯЦ-ВНИИЭФ, 2007. — 556 с. ISBN 978-5-9515-0091-5

## Награды и премии
- орден «Знак Почёта»;
- медаль «В память 850-летия Москвы»[1];
- нагрудный знак «Создатель атомной техники»[1];
- юбилейная медаль «За доблестный труд»;
- юбилейная медаль «65 лет атомной отрасли России»[1];
- Премия Правительства РФ[1];
- Заслуженный деятель науки РФ.